# قالب‌گیری انتقالی
قالب‌گیری انتقالی (به انگلیسی: Transfer molding) نوعی فرایند سخت است که در آن، مواد ریخته‌گری با فشار به داخل قالب وارد می‌شود. قالب‌گیری انتقالی با ریخته‌گری تحت فشار متفاوت است و در آن قالب محدود تر است، ضمن آن که دقت ابعادی بیشتر و تماس با محیط کمتر است. در مقایسه با قالب‌گیری تزریقی، قالب‌گیری انتقالی برای پر کردن یکنواخت حفره‌های قالب نیازمند فشار بیشتری است. این کار، اجازه می‌دهد که نیروی بیشتری به تار و پود الیاف داده شود تا کاملاً به وسیله رزین پر شود. علاوه بر این، بر خلاف قالب‌گیری تزریقی، حالت اولیه مواد مورد استفاده در این روش باید جامد باشد. این نکته موجب شده‌است که هزینه تجهیزات مورد استفاده و وابستگی فرایند به زمان کمتر شود، اما زمان پر شدن قالب در فرایند انتقالی ممکن است بیشتر از فرایند تزریقی شود.
ریخته‌گری انتقالی یک روش ریخته‌گری است که در آن مواد در حالت تقریباً جامد توسط فشار مجبور می‌شوند شکل قالب را بگیرند. تفاوت ریخته‌گری انتقالی و ریخته‌گری فشاری در این است که در حالت فشاری دو کفه قالب باز و حفره قالب محصور نیست ولی در حالت انتقالی حقره قالب محصور شده و مواد به داخل حفره فشار داده می‌شوند؛ که این عمل باعث باعث می‌شوند تا تلورانس ابعادی محصول نهایی کمتر باشد. در مقایسه با ریخته‌گری تزریقی این روش نیاز به فشار بالاتری دارد و همین ویژگی باعث می‌شود دیواره‌ها راحت‌تر توسط رزین پر شود. علاوه بر این برخلاف ریخته‌گری تزریقی مواد اولیه در حالت ابتدایی به صورت جامد می‌باشند و این باعث می‌شود که تجهیزات لازم برای این فرایند هزینه کمتری را نسبت به دیگر فرایندها بخواهند؛ و به‌طور کلی زمان این فرایند نسبت به فرایند تزریقی بیشتر و آرام‌تر است.

## فرایند

شکل ۱:فرایند پایهٔ ریخته‌گری انتقالی

در این فرایند گاهی سطح داخلی قالب را به وسیلهٔ ژل پوشش دهی می‌کنند. در صورت نیاز ابتدا کار قالب، تحت فشار اولیهٔ ماده قرار می‌گیرد. حجم الیاف مورد استفاده در قالب‌گیری انتقالی می‌تواند تا ۶۰ درصد حجمی افزایش پیدا کند. ماده پرکننده می‌تواند جامد پیش گرم شده یا مایع باشد. این مواد به داخل محفظه‌ای به نام «پاتیل» (pot) هل داده می‌شود. یک پیستون مواد را از پاتیل به داخل حفره‌های قالب گرم شده روانه می‌کند. اگر ماده موجود در تغذیه‌کننده جامد باشد فشار وارده و قالب گرم شده مواد را ذوب می‌کند. قالب نیز به منظور اطمینان از این که ماده همچنان به صورت مایع باقی مانده، گرم می‌شود. در انتها نیز قالب به صورت کنترل شده سرد می‌شود.
ابتدا سطوح قالب را با ژل پوشش می‌دهیم سپس مواد را پیش‌گرم می‌کنیم و دستگاه پرس مواد را فشار داده تا درون حفره قالب قرار گیرند. بهتر است که خود قالب نیز گرم باشد تا سرعت سرد شدن مواد و تشکیل ساختار مولکولی بهبود یابد. مانند روش ریخته‌گری فشاری معمولن از مواد ترموست به عنوان مواد اولیه برای این فرایند استفاده می‌شود.
با توجه به مزایا و معایب قالب‌های فشاری به این نتیجه می‌رسیم که فرایند قالب‌گیری فشاری یک روش کاملاً مناسب برای تولید قطعات فشرده، طویل و قطعاتی که دقت زیادی ندارند، است. از طرفی از این فرایند به‌طور عمده برای تولید قطعات ترمو ستی استفاده می‌شود. بخاطر اینکه در این روش قطعاتی با ساختاری فشرده تولید می‌شود، امروزه استفاده از این روش برای تولید قطعات حساس همچون چرخ اتومبیل روبه افزایش است.

### انواع
در صنعت فرایندهای متنوعی با مفهوم قالب‌گیری انتقالی تعریف شده‌است. این در حالی است که شاید این فرایندها را نتوان به خوبی از هم مجزا ساخت.

### انواع بر حسب ساختمان
1. قالب‌های لوله راهگاهی: در این قالب‌ها پلا ستیک‌ها بر اثر نیروی وزن خود، از طریق لوله راهگاه به داخل قالب هدایت می‌شوند.
2. قالب‌های پیستونی: در این قالب‌ها مواد پلاستیکی وارد شده به کانال بارریز توسط پیستون فشرده شده، تا حدی که به سطح جدایش قالب فشار وارد می‌شود.

### انواع اصلی
1. ریخته‌گری انتقالی رزینی
2. ریخته‌گری انتقالی رزینی به کمک خلأ

۳. میکرو ریخته‌گری انتقالی: این نوع ریخته‌گری در ابعاد سی نانومتر صورت گرفته و بر خلاف ریخته‌گری در ابعاد معمولی می‌توان از فلزات نیز به عنوان ماده اولیه استفاده کرد.

#### قالب‌گیری انتقالی رزین

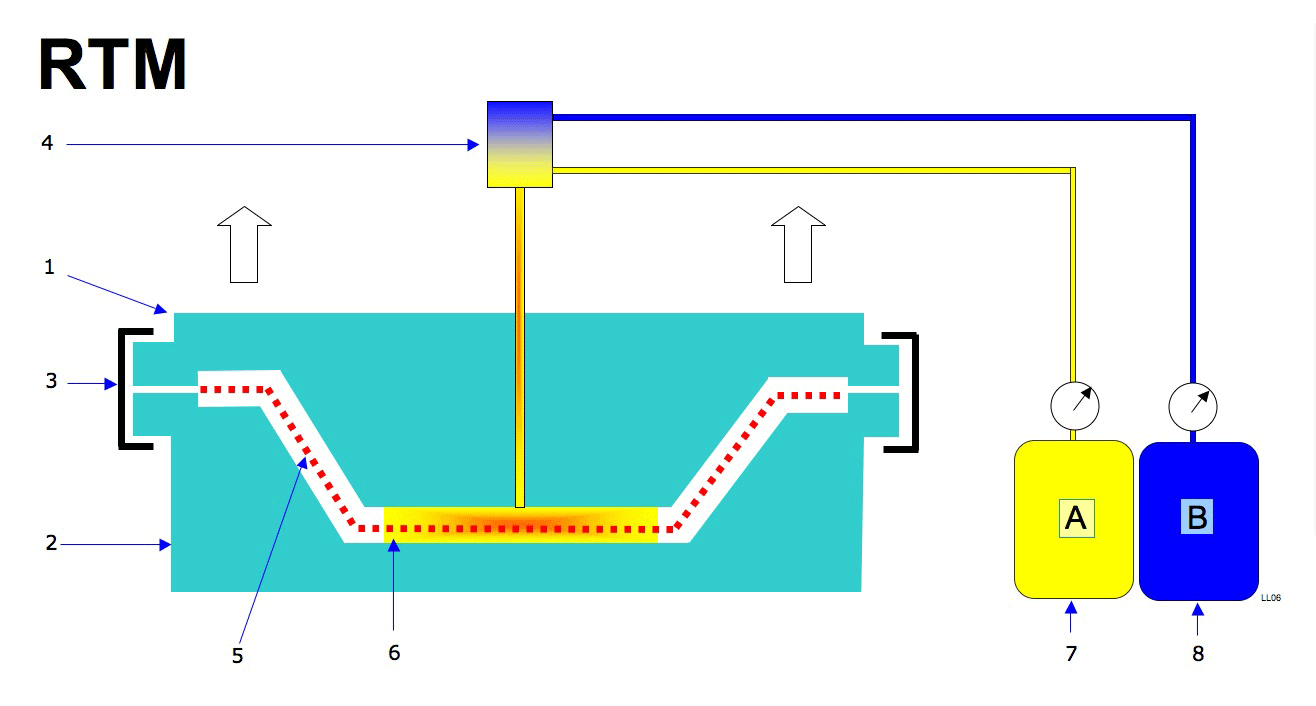
شکل ۲: قالب‌گیری انتقالی رزین

قالب‌گیری انتقالی رزین (RTM) رزین ترموست مایع را به منظور آغشته کردن ماده شکل گرفته در قالب استفاده می‌کند. این فرایند تطبیق پذیر است، به طوری که ماده مورد استفاده را می‌توان با فوم یا ترکیبات دیگر به جای الیاف پیش شکل (fiber preform) جایگزین کرد.

#### قالب‌گیری انتقالی رزین به کمک خلأ
قالب‌گیری انتقالی رزین به کمک خلأ یک خلأ نسبی در یک طرف الیاف ایجاد می‌کند به طوری که رزین را به منظور پر کردن کامل به داخل می‌کشد. این کار، باعث کمتر شدن نیروی مورد نیاز پیستون می‌شود و در نتیجه ارزانتر شدن تجهیزات مورد استفاده را به همراه دارد. استفاده از خلأ باعث می‌شود که رزین به اندازه کافی و بدون آن که نیاز به گرم کردن داشته باشد، جریان یابد. این عدم وابستگی به دما باعث می‌شود الیاف پیش شکل ضخیم‌تر و تولیداتی با ابعاد بزرگتر تولید شود که مقرون به صرفه تر است.VARTM قطعاتی با تخلخل کمتر نسبت به فرایند معمول قالب ریزی انتقالی، با نیروی پیستون برابر، تولید می‌کند.

## مزایا
1. در این روش می‌توان ابتدا ماده اولیه را پیش گرم کرد که این کار باعث می‌شود فشار کمتری لازم باشد و همچنین باعث بهبود توزیع دما در ماده اولیه و تشکیل ساختار مولکولی بهبود یافته می‌شود.
2. این روش نسبت به روش ریخته‌گری فشاری فشار کمتری را می‌خواهد بنابراین می‌توان از پرس‌هایی با فشار و قیمت کمتر استفاده کرد.
3. زمان گردش عملیات کاهش یافته و در نتیجه عیوب قطعه کاهش می‌یابد.
4. به دلیل فشار کمتر صدمات وارد بر قالب و اجزا بسیار کمتر از روش ریخته‌گری فشاری است.
5. از طرفی بهبود در جریان مواد در این قالب‌ها، توانایی تولید اشکال پیچیده را فراهم می‌کند.[۷]

## عیوب ریخته‌گری انتقالی

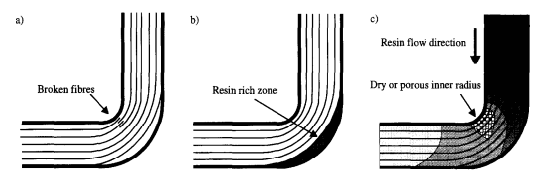
شکل ۳:تولید گوشه‌های تیز در ریخته‌گری انتقالی

1. این قالب‌ها به دلیل وجود کانال بارریز جداگانه به امکانات ویژه نظیر پرس‌های مخصوص نیاز دارند.
2. به دلیل پیچیدگی و چند حفرگی این قالب‌ها به‌طور معمول هزینه ساخت آن‌ها بالاست.
3. تولید گوشه‌های تیز

### گوشه‌های تیز

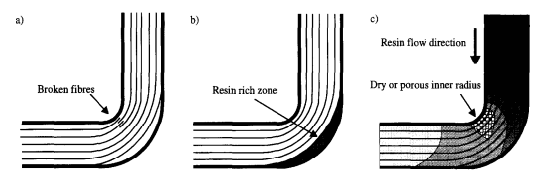
شکل۳: گوشه‌های تیز، فضاهای خالی در قالب‌گیری انتقالی ایجاد می‌کند

گوشه‌های تیز در همه فرایندهای ساختی که با قالب سروکار دارند، خصوصاً ریخته‌گری، ایجاد مشکل می‌کنند. در قالب‌گیری انتقالی گوشه‌ها می‌توانند الیاف داخل قالب را می‌شکنند و در گوشه‌ها فضای خالی ایجاد می‌کنند. این پدیده در سمت راست شکل بالا نشان داده شده‌است. محدودیتی که در طراحی این قالب وجود دارد، شعاع انحنا گوشه داخلی آن است که در نتیجه آن، انتخاب الیاف و رزین مورد استفاده را نیز محدود کرده‌است اما طبق یک قانون نانوشته شعاع انحنا باید ۳ تا ۵ برابر ضخامت ورقه باشد.

### قالب‌گیری انتقالی میکرو
قالب‌گیری انتقالی میکرو، که به آن میکروقالب‌گیری انتقالی نیز می‌گویند، فرایندی است که سازه‌هایی به کوچکی ۳۰ نانومتر تولید می‌کند. سپس این قطعات به فیلم و مدارهای میکرو تبدیل می‌شود. برخلاف قالب‌گیری‌های انتقالی با ابعاد معمولی، در این فرایند، فلزات نیز می‌تواند تغییر شکل یابد.

## کاربرد روش ریخته‌گری انتقالی
1. تولید قطعات با سوراخ‌های کوچک و عمیق
2. تولید قطعات با پلیسه کمتر (خصوصاً برای مواد ترموست با فیبرپارچه‌ای)
3. تولید قطعات با وزن سنگینتر مثلاً مواد ترموست از جنس ملا مین، فرم آلدئید وقطعات با فیبر الیاف نساجی.
4. تولید قطعات دقیق
5. تولید قطعات با چگالی یکسان تری نسبت به روش قالبگیری فشاری
6. تولید قطعات با مغزی‌های نازک و پیچیده
7. تولید قطعات با مقاطع پیچیده یا با ماهیچه‌های جانبی مشکل

## تجهیزات مورد نیاز برای فرایند ریخته‌گری انتقالی
1. به شابلن بار ریز مجهز باشند یا قابلیت نسی این قسمت راد اشته باشند.
2. پرس‌های مخصوص به پرسهایی گفته می‌شود که بتوانند هم عمل بستن صفحات قالب را انجام داده وعمل بارریزی، فشار وحرارت را تواماً به وجود بیاورند.

۳. به سیستم محرکه هیدرولیکی مجهز باشند (بمنظور تنظیم سرعت حرکت پرس).

## مواد مصرفی
موادی که به‌طور معمول برای این فرایند استفاده می‌شوند پلیمر‌های ترموست می‌باشند. این گونه از پلیمرها به راحتی قالب‌ریزی شده و شکل‌پذیر می‌شوند ولی باید در فرایند سردکاری آن‌ها دقت لازم را داشته باشیم تا شکل‌پذیری مستحکم و دائمی ایجاد شود.
مواد مورد استفاده برای پلاستیک اغلب الاستومرها یا رزین‌های اپوکسی است. هر دو از قبل پخت نرم و چکش‌خوار هستند. مواد مورد استفاده برای الیاف گسترده متفاوت باشد، هرچند انتخاب مشترک کربن یا کولار الیاف، و همچنین الیاف آلی مانند شاهدانه است.

### معایب
هر فرایندی دارای معایبی است که قالب‌گیری انتقالی از این قاعده مستثنا نیست. برای مثال، وجود زائده در قطعاتی که قالب‌گیری انتقالی شده‌اند به‌طور قابل ملاحظه‌ای استحکام قطعه را کم می‌کند. همچنین ممکن است عیوبی در الیافی که در گوشه‌های تیز وجود دارد رخ دهد. در مناطق دور از گوشه‌ها، جریان رزین، مناطقی غنی از رزین به وجود می‌آورد. در ادامه به دلیل برخی از این معایب پرداخته می‌شود.

#### توزیع فشار
عوامل متعددی در ساقط شدن محصول نهایی قالب‌گیری انتقالی دخیل هستند. یکی از آن‌ها عدم توزیع فشار یکنواخت در ماده‌ای است که به داخل قالب فشرده می‌شود. در نتیجه مواد بر روی هم تا می‌خورند و زائده ایجاد می‌کنند. یکی دیگر از عوامل، باقی مانده رزین از قبل است که زائده ایجاد می‌کند. ممکن است این اتفاق آشکار به نظر برسد، اما این عامل اصلی است. راه حل‌هایی برای کمتر کردن این عیوب وجود دارد از جمله؛ افزایش فشار رزین، توزیع یکنواخت الیاف و افزایش کیفیت رزین با بدون گاز کردن آن.

### مواد
ماده‌ای که در بیشتر فرایندهای قالب‌گیری انتقالی استفاده می‌شود، پلیمر ترموست است. این نوع از پلیمرها به سادگی به شکل قالب در می‌آیند و شکل‌پذیر هستند. اما با گرم کردن، به صورت دائم سخت می‌شوند. یک قطعهٔ قالب‌گیری انتقالی یکنواخت ساده، از این لایه‌های پلاستیکی ساخته شده‌است. از طرفی، قالب‌گیری انتقالی رزین به مواد کامپوزیت این اجازه را می‌دهد تا با جا دادن الیاف در داخل قالب و متعاقباً تزریق پلیمرهای ترموست ساخته شوند.
عیوبی که به عنوان رزین خشک و ساقط شناخته می‌شود در قالب‌گیری انتقالی ممکن است اتفاق بیفتد و معمولاً در حضور مواد ویسکوز تشدید می‌شود؛ زیرا پلاستیک با ویسکوزیته بالا با جریان در داخل قالب‌های باریک، مناطق خالی را پر می‌کنند و محفظه‌های هوا را از بین می‌برند. در نتیجه مناطقی به اصطلاح «خشک» به وجود می‌آید که مانع از انتقال نیرو در فضای خشک قالب می‌شود.
موادی که به عنوان پلاستیک استفاده می‌شود معمولاً پلی یورتان یا رزین اپوکسی است. هر دو این مواد قبل از گرم کردن نرم و انعطاف‌پذیر هستند و پس از تغییرات سخت‌تر می‌شوند. موادی که برای الیاف استفاده می‌شود بسیار متنوع هستند، اما معمولاً از کربن و الیاف «کولار» (kevlar) و همچنین کنف استفاده می‌شود.